# Gramatik
Denis Jašarević (Portorož, 19 de outubro de 1984), também conhecido pelo seu nome artístico Gramatik, é um produtor esloveno.
Destaque na música instrumental, seus estilos e influências são mais frequentemente uma mistura de dubstep, electro, trip hop, hip hop e glitch.

## Discografia

### Álbuns de Estúdio
- Expedition 44 (2008) (reeditado em 2014)
- Street Bangerz Vol. 1 (2008) (reeditado em 2014 como SB1)
- Street Bangerz Vol. 2 (2009) (reeditado em 2014 como SB2)
- Street Bangerz Vol. 3 (2010) (reeditado em 2014 como SB3)
- No Shortcuts (2010) (reeditado em 2014)
- Beatz & Pieces Vol. 1 (2011) (reeditado em 2014)
- Street Bangerz Vol. 4 (2013) (reeditado em 2014 como SB4)
- The Age of Reason (2014)
- Epigram (2016)

### EPs
- Dreams About Her (2008) (reeditado em 2014)
- Water 4 The Soul (2009) (reeditado em 2014)
- #digitalfreedom EP (2012) (reeditado em 2015)
- Re:Coil Part I EP (2017)
- Water 4 The Soul II (2022)

### Singles
- "You Don't Understand" (2013)
- "Brave Men" (2014)
- "Hit That Jive" (2014)
- "Native Son" (2016)
- "Voyager Twins" (2017)
- "Recovery" (2017)

### Compilações
- Coffee Shop Selection (2015)